# Androsace adfinis
Androsace adfinis es una planta herbácea de la familia de las primuláceas. Es originaria de Europa

## Taxonomía
Androsace adfinis fue descrita por Giovanni Biroli y publicado en Giorn. Fis. II, 3: 143 1820.
Etimología
Ver: Androsace
adfinis: epíteto
Citología
Número de cromosomas de Androsace cantabrica (Fam. Primulaceae) y táxones infraespecíficos: n=33-42
Variedades aceptadas
- Androsace adfinis subsp. brigitanica (Jord. & Fourr.) Kress
- Androsace adfinis subsp. puberula (Jord. & Fourr.) Kress

sinonimia (en revisión)
Androsace adfinis es un sinónimo homotípico (comparte nombre con otros taxones que originalmente no se diferenciaron) de:
- Androsace adfinis var. parcedentata Kress
- Androsace cantabrica (Llosa & P.Monts.) Kress
- Androsace carnea subsp. adfinis (Biroli) Rouy
- Androsace carnea var. cantabrica Llosa & P.Monts.
- Androsace carnea var. pubescens Jord. & Fourr.
- Androsace halleri Honck. [Illegitimate]
- Androsace reverchonii Jord. & Fourr.[1]